# 能代市立能代第一中学校
能代市立能代第一中学校（のしろしりつ のしろだいいちちゅうがっこう）は、秋田県能代市にある公立中学校。
おなごりフェスティバルで生徒が手作りの城郭灯籠を運行する年一回の行事「一中若」がある。1998年に能代役七夕が中止となった際、学園祭の後夜祭として七夕を楽しむためおなごりフェスティバル事務局に生徒が嘆願し、運行が始まった。翌年に能代役七夕は再開されたが、「一中若」は継続しておなごりフェスティバル内で行われるようになった。2020年には新型コロナウイルス感染症の世界的流行を受けておなごりフェスティバルが中止され、校内で独自のイベントを開催することが報道された。

## 著名出身者
- 小野秀二 (バスケットボールヘッドコーチ)
- 竹内敏之 (実業家)
- 平川英二 (ジャーナリスト)
- 松野ちか (体操インストラクター)
- 幸坂理加（フリーアナウンサー）